# Aponotoreas orphnaea
Aponotoreas orphnaea är en fjärilsart som först beskrevs av Edward Meyrick 1883d.  Aponotoreas orphnaea ingår i släktet Aponotoreas och familjen mätare. Inga underarter finns listade i Catalogue of Life.